# Stanhopea maculosa
Stanhopea maculosa là một loài lan đặc hữu của miền tây México (to Durango).

## Hình ảnh

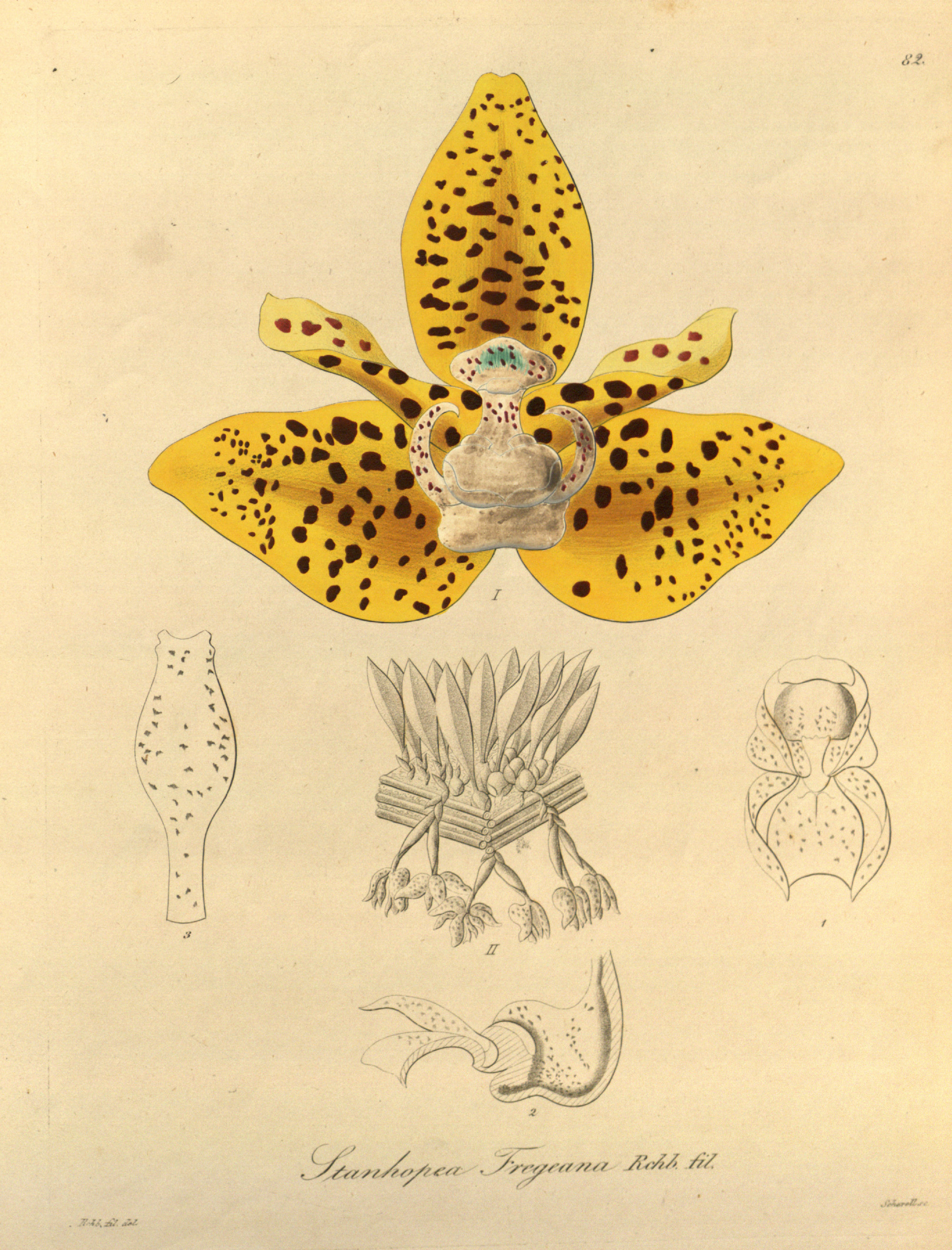